# Setaria speciosa
Setaria speciosa là một loài thực vật có hoa trong họ Hòa thảo. Loài này được (A. Braun) Kuhlm. miêu tả khoa học đầu tiên năm 1946.